# Sassoon

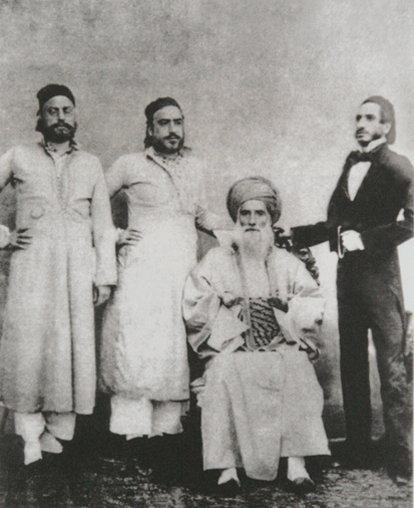
David Sassoon mit seinen Söhnen etwa um das Jahr 1850

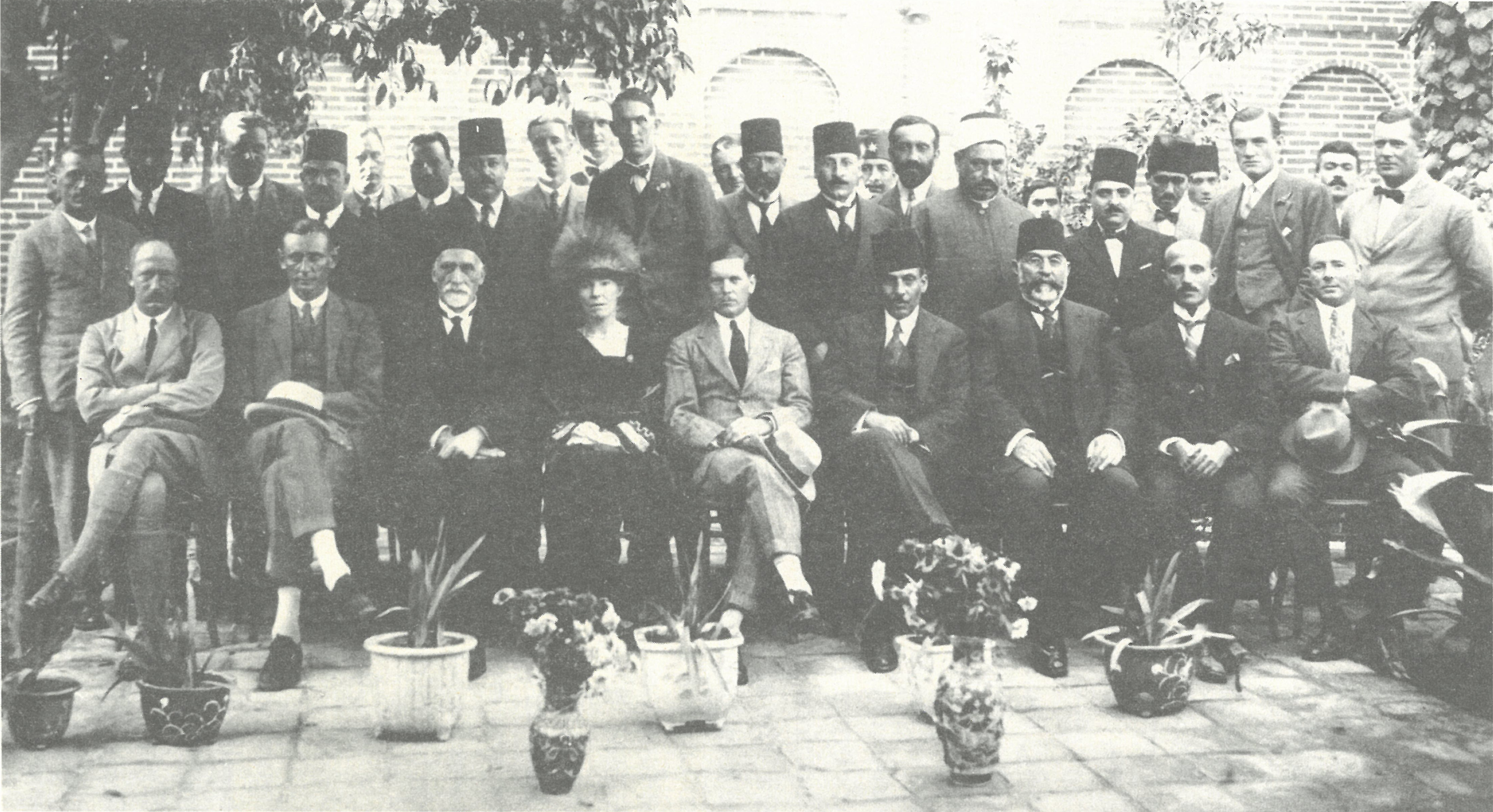
Ezechiel Sasson (Sassoon Eskell) 1923 im Kreis der Mächtigen des Irak, rechts neben ihm sitzend Gertrude Bell, „Ko-Architektin des modernen Irak“

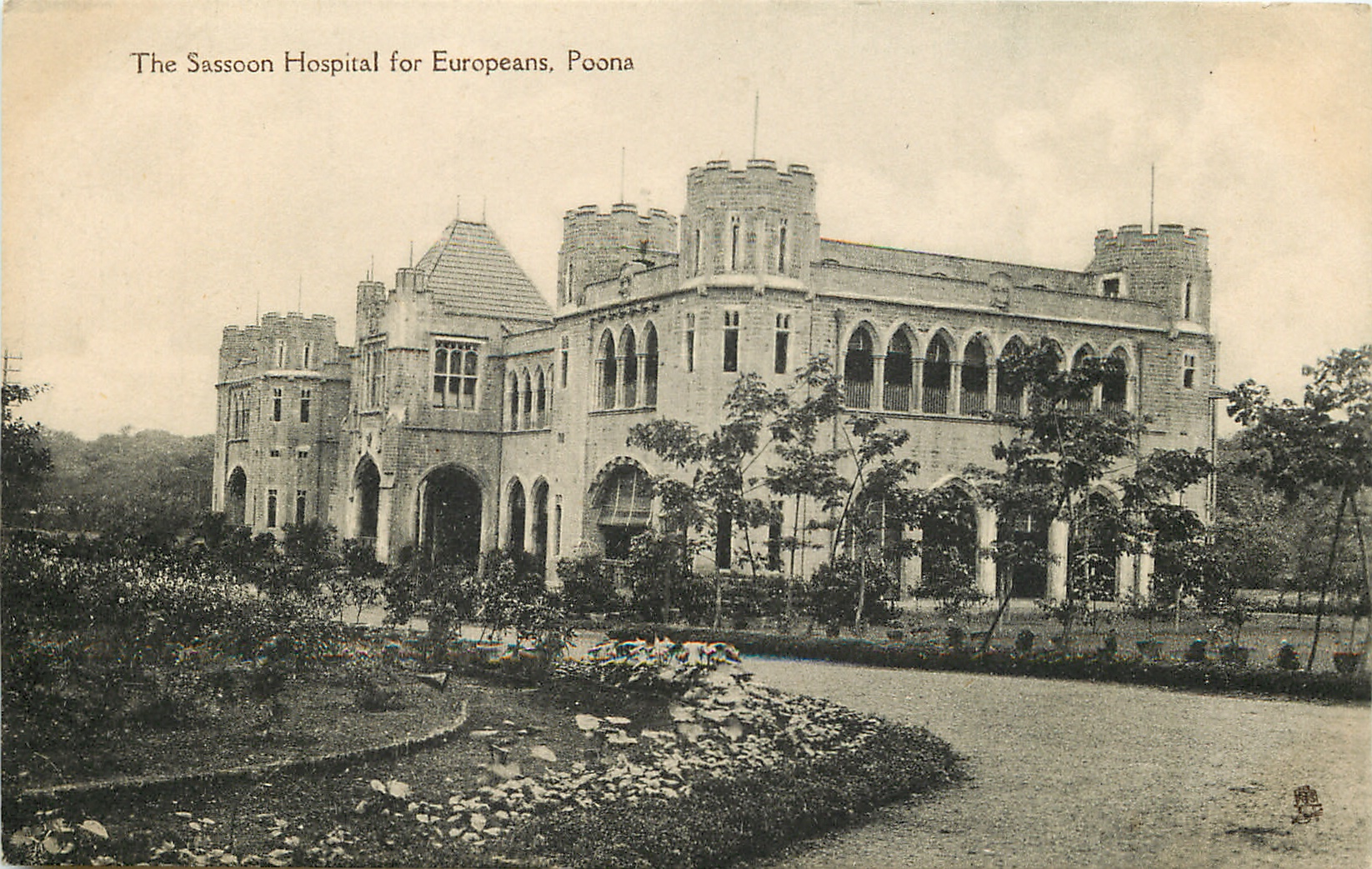
Das von der Familie Sassoon gestiftete Hospital in Pune

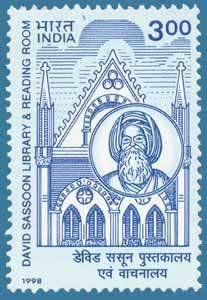
Indische Briefmarke im Andenken an die Bibliothek David Sassoon Library and Reading Room, 1998

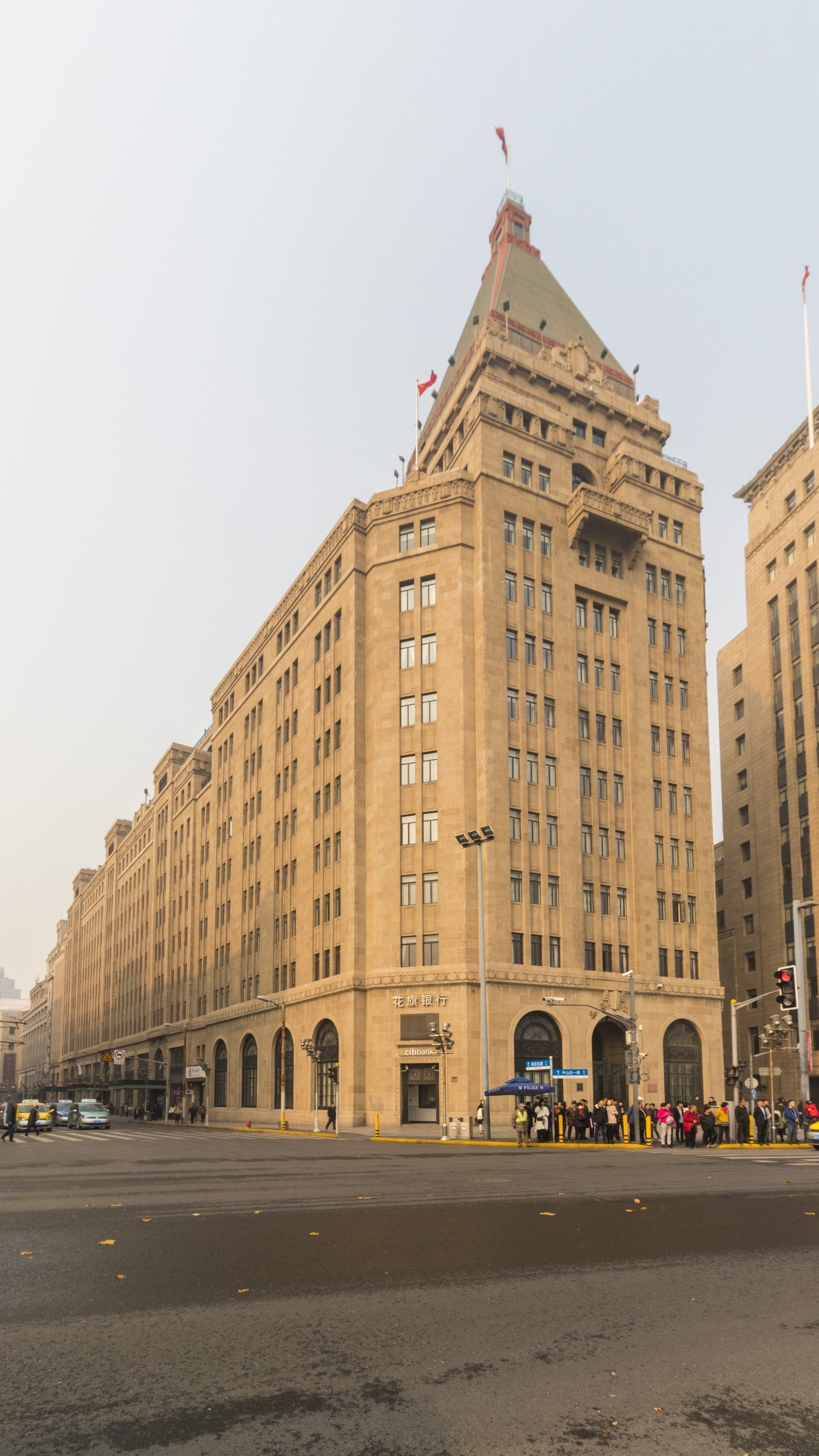
Das 77 Meter hohe zweite Sassoon House im Geschäftsviertel Bund von Shanghai, nach dem Abriss des ersten Sassoon-Hauses von 1872 an gleicher Stelle von 1926 bis 1929 errichtet. Später wurde es das Peace Hotel.

Sassoon (auch Sasson, von Śāśōn = „Freude“) ist der Name einer berühmten bagdadi-jüdischen Kaufmannsfamilie, sie wurde als die „Rothschilds des Ostens“ bezeichnet. Eine Linie der Familie ist 1890 als Baronet in den britischen Adel aufgestiegen, eine weitere 1909. Beide Titel sind heute erloschen.

## Geschichte

### Von al-Andalus ins Zweistromland

#### Gehen...
Die Sassoons können ihre sephardischen Ursprünge als „ibn Schoschon“ bis ins maurische Spanien des Spätmittelalters zurückführen. Infolge der Vertreibung der Juden aus Spanien durch die Katholischen Könige flohen sie im 16. Jahrhundert von Toledo nach Bagdad, sie verwendeten im Alltag die judäo-arabische Sprache. In Bagdad lebte die Familie gut 200 Jahre im Mittelpunkt des gesellschaftlichen Lebens, bis Daud Pascha zu Beginn des 19. Jahrhunderts eine „aggressiv habgierige“ Geldforderung an David Sassoon stellte. 1828/1829 ging er allein und ohne Kapital zunächst ins persische Beshira (Bushire) am persischen Golf, wo seine Familie nachzog, und 1832 nach Bombay. Dort gründete er mit Hilfe eines unverzinslichen Darlehens des Kaufmanns Samuel Zacharia das Handelshaus David Sassoon & Co. (später Old Sassoon), später auch judäo-arabische Zeitungen, wie das zwischen 1855 und 1866 erschienene Doresh Tov Le Ammo. Der anglophile David erhielt 1853 die britische Staatsbürgerschaft und ließ seine sieben Söhne (fünf aus zweiter Ehe) an Schulen in England erziehen. Einen Namen machte er sich mit Philanthropie, wie dem Bau von Synagogen, Schulen, Bibliotheken und sozialen Einrichtungen. Für sich und seine engere Familie ließ er in Bombays privilegierten Stadtteil Malabar Hill die Villa Sans Souci errichten. Seinem Beispiel folgend zogen weitere jüdische Familien aus Bagdad gegen Osten und gründeten Gemeinden in Kalkutta und Rangun.

#### Oder bleiben?
Ein anderer Teil der Familie Sassoon blieb im Zweistromland wohnen. Sie pflegte einvernehmliche Beziehungen in Bagdads Gesellschaft. Saleh Sassoon und ab 1817 sein Sohn David waren einst städtische Kämmerer und sogenannte Nasi. Damit war die Erwartung der Gemeinschaft und der nichtjüdischen Umgebung verbunden, dass der amtierende Sassoon-Patriarch als Hofberater, Steuerverwalter, Richter und Prinz der Juden auftrat, eine Gnade, welche ihm vom Sultan des Osmanischen Reiches persönlich zuteilwurde. Als der Nasi-Status an Bedeutung verlor, förderte der Bagdadi-Zweig gemeinsam mit der ebenfalls sehr aufstiegsorientierten Familie Kadoorie Schulgründungen der Alliance Israélite Universelle. Die Ziele der französischen Organisation waren weit von denen des Zionismus entfernt. 1909 engagierten sich Sassoon zusammen mit zahlreichen muslimischen Kaufleuten lautstark, aber ohne Erfolg gegen massive Umweltverschmutzung, Gesundheitsbelastung und Explosionsgefahr durch vier große mit Petroleum betriebene Mühlen in Bagdad. Während der 1920er Jahre blieb der vormalige osmanische Abgeordnete Ezechiel Sasson Finanzminister des Iraks, er verhandelte Erdölkonzessionen für König Faisal unter dem britischen Mandat. Am 30. August 1929 wurde Aaron Sassoon, Lehrer und Vertreter zionistischen Organisationen in Bagdad, zum Verlassen der Stadt gezwungen. Eine sunnitisch-schiitische Vereinigung hatte in der Haidar-Khana-Moschee ein Palästina-Komitee gebildet, das auch von Juden Spenden verlangte. Trotz des Pogroms Farhud im Juni 1941, „einziges derartiges Ereignis seit mindestens hundert Jahren im Leben der irakischen Juden“, so der Historiker Hayyim J. Cohen 1966, verließ der überwiegende Teil der Familie den Irak erst unter der Diktatur von Saddam Hussein in den 1970er Jahren. Der Großteil der irakischen Juden hatte den Irak zu diesem Zeitpunkt längst in Richtung des neu gegründeten Staates Israel verlassen.

### Bombay, Shanghai und London

#### China...
Nach der von den Europäern erzwungenen Öffnung Chinas für den Kolonialhandel im Vertrag von Nanking (1842) und dem mit ethischen Bedenken begründeten Rückzug der Erben des Gründers von Jardine, Matheson & Co. wurden Sassoon dort verstärkt als Kompradoren aktiv und brachte es, durch den laut Donald Matheson hoch unmoralischen Opiumhandel, zu großem Reichtum. Jardine & Matheson hatte sich bis 1872 vollständig aus diesem Segment zurückgezogen. Das Geschäft mit Opium kontrollierten Sassoon-Unternehmen zeitweise zu 70 %. Der Opiumhandel war legal, dafür hatten nach dem Zweiten Opiumkrieg in den Ungleichen Verträgen Briten, Franzosen, Amerikaner und Russen gesorgt. Große Summen flossen durch die Besteuerung der Droge in die Kassen der britischen Kolonialbehörden in Indien. Die fatalen Folgen des Konsums, die protestantische Missionare dokumentierten, waren den Sassoon zwar bewusst, doch behaupteten sie vor der Royal Opium Commission (1893), ein verantwortlicher Konsum sei möglich. 1875 hatte San Francisco das erste Antidrogengesetz gegen Opium unter Auslandschinesen erlassen. Ein Verbot verabschiedete 1891 auch das britische Parlament, dessen Implementierung die Sassoon jedoch verzögerten, bis 1906 ein zweites Gesetz den Handel verbot. Bevor es 1917 nach 10-jähriger Übergangsphase in Kraft trat, hatten sich die Sassoon die weniger problematischen Geschäftsfelder der Baumwolle, des Silberabbaus, des Bank- und Versicherungswesens und des Immobiliensektors aufgebaut. In den 1980er Jahren erhielten chinesische Ökonomen Forschungszugang und schätzten die aus Opium erzielten Profite der Sassoon auf 140 Millionen Liang (Tael), der im 19. Jahrhundert zirkulierenden Währung, der Gegenwert von 2,7 Milliarden US-Dollar im Jahr 2018.
Davids besonderes Vertrauen genoss seine Geschäftspartnerin Farha Sassoon, die sich als Frau, gegen die Widerstände aus der eigenen Familie, ab 1894 während sieben Jahren an der Spitze des Unternehmens hielt, und seine beiden Söhne Abdullah und Elias. Die Unternehmen wurden mit großer Geheimhaltung geführt, wobei Familienmitglieder nebenbei eigene Firmen zum Erfolg führen mussten, bevor sie als Partner in das Hauptunternehmen eintreten durfen. Das Unternehmen beschäftigte in seinen Büros ausschließlich irakische Juden, darunter Mitglieder der Familien Ezra, Kadoorie, Abraham, Shamoon und Solomon, die aber nie befördert wurden und deshalb später eigene Unternehmen gründeten. Vom aus dem Opiumhandel stammenden reinvestierten Kapital konnte, laut der erwähnten chinesischen Studie, der Gegenwert von im Jahr 2018 rund 5,6 Milliarden US-Dollar an Gewinnen abgeschöpft werden.
Über Malayas Straits Settlements war Elias 1844 nach China gezogen und hatte die Firma E. D. Sassoon gegründet (auch bekannt als New Sassoon). Sie ging nach seinem Tod an seinen Sohn Jacob Sassoon (1844–1916, kinderlos gestorben). Die chinesische Linie führte danach Edward Elias Sassoon (1853–1924) weiter. Jacob erhielt 1909 einen Baronstitel. Der Titel ging danach auf Sir Ellice Victor Sassoon (1881–1961) über, bevor er erlosch und später nur noch im Sinne des Life Peerages Act erneuert wurde. Davon profitierte später der britische Politiker James Sassoon, Baron Sassoon.
Die Sassoons waren permanent im Shanghai Municipal Council des Shanghai International Settlement vertreten. In den 1920er Jahren führten in dieser der Qing-Dynastie abgepressten Zone 40.000 Ausländer ein umtriebiges Leben. Victor Sassoon beteiligte sich an der Gründung der Bank HSBC und verlegte 1931 Old Sassoon steuergünstig von Indien nach Hongkong, bevorzugte aber persönlich Shanghai. Der unverheiratete Lebemann investierte enorme Summen in den dortigen Immobiliensektor und erwarb Arnhold & Co. und somit die Kontrolle über die Cathay Land Company. Er beauftragte Palmer and Turner mit dem Sassoon House und ließ darin Büros und das Cathay Hotel einrichten. Nach dem Tod des Unternehmers Silas Hardoon 1931 erwarb er auch dessen Immobilien. Weitere Besitzungen in Shanghai waren das Hotel Metropole, das Hamilton House und die Broadway Mansions. Die Familien Sassoon, Kadoorie und Hardoon traten miteinander in einen Wettstreit um die größtmögliche Prachtentfaltung entlang des Flusses Huangpu Jiang.

#### Oder Indien?
Abdullah führte das geschäftliche und religiöse Erbe seines religiösen Vaters vor allem in Indien fort. Bombays Wirtschaft entwickelte sich in den 1860er Jahren rasant, die Stadt erreichte 600.000 Einwohner. Der Sezessionskrieg in den USA ließ die Baumwollexporte hochschnellen, wovon neben den Sassoon auch der „Cotton King“ und spätere Gold- und Silbermagnat Premchand Roychand profitierte. Die Büros von David Sassoon & Co. von London bis Yokohama blieben an Schabbat und jüdischen Feiertagen geschlossen. Auch Abdullah pflegte die wohltätige Fürsorge der tzedakah weiter. Er wurde Mitglied in der Indian legislative assembly, doch sein Streben nach kultureller und sozialer Assimilation in die Elite Englands führte ihn Mitte der 1870er Jahre nach London. 1890 erhielt Abdullah, der sich nun Albert nannte, unter Königin Victoria den erblichen Titel eines Barons. Er wurde ins britische Unterhaus gewählt und krönte seinen Aufstieg 1887 mit der Hochzeit seines Sohnes, dem Unterhausabgeordneten Edward Anthony Albert Sassoon (1856–1912), mit der Baroness Aline Caroline aus dem Hause Rothschild. Auch Sir Philip Sassoon (1888–1939) war Abgeordneter und Sekretär von David Lloyd George. Er war auch mit Charles Chaplin befreundet. Der von der Familie entfremdete Schriftsteller Siegfried Sassoon ließ sich taufen.

### Vom Zenit zum Niedergang
Joseph Sassoon, Arabist an der Universität Georgetown, aus der irakischen Linie stammend, vermutet als Grund für den Abstieg des abgewanderten Zweigs dessen Aufnahme in den Adelsstand, denn zu einem adligen Lebensstil gehöre der Verzicht auf eigene Arbeit. Die Familienunternehmen gerieten im Zuge des japanischen Angriffs auf China (1937), des Chinesischen Bürgerkriegs und des Aufstiegs der Kommunistischen Partei in Not. Zudem hatte es Victor Sassoon versäumt, sein ganzes Kapital rechtzeitig in Hongkong zu investieren. Er verharrte, mit privaten und politischen Interessen beschäftigt, im The-Bund-Stadtteil von Shanghai oder ging auf private Reisen. Dem chinesischen Nationalistenführer Chiang Kai-shek stellte er großzügig Geld zur Verfügung. Er setzte sich für jüdische Flüchtlinge aus Europa ein. Der US-Militärangehörige und Buchautor Herman Dicker, 1956 bis 1958 in Japan stationiert, berichtete 1962, Victor Sassoon habe unter ständiger Beobachtung des japanischen Kaiserreichs gestanden, zumal David Sassoon & Co. auch in den Häfen von Yokohama und Nagasaki Niederlassungen besaß. 1949 verstaatlichte die Volksrepublik China Vermögenswerte in Festland-China. Victor Sassoon zog nach Nassau (Bahamas) und reinvestierte in Südamerika. 1959 heiratete er seine Pflegerin Evelyn Barnes aus Dallas, die den Großteil des Vermögens erbte. In den 1970er Jahren wurde David Sassoon & Co. liquidiert. Der wohltätige Sir Jacob Sassoon Trust blieb mit bescheidenen finanziellen Mitteln bestehen, 1998 übernahm Solomon Sopher dessen Leitung. Heute leben Nachkommen der Dynastie vor allem in Großbritannien und den USA. Anders als die Kadoories, die im Geschäftsleben Ostasiens weiterhin bedeutend sind, haben die Sassoon diese Stellung eingebüßt.

## Berühmte Familienmitglieder
- Sasson ben Saleh (1750–1830)
- David Sassoon (1792–1864)
- Albert Abdullah David Sassoon (1818–1896), Geschäftsmann
- Elias David Sassoon (1820–1880), Geschäftsmann
- David Sassoon Sassoon (1832–1867), Geschäftsmann und Bankier
- Solomon David Sassoon (1841–1894)
- Jacob Elias Sassoon (1843–1916)
- Edward Albert Sassoon (1856–1912), erwarb das Anwesen Trent Park
- Rachel Beer (1858–1927), geb. Sassoon
- Flora Sassoon (1859–1936)
- Ezechiel Sasson (auch: Sassoon Eskell, Sassoon Effendi) (1860–1932), irakischer Bankier, Finanzminister und Staatsmann
- Victor Sassoon (1881–1961), Geschäftsmann und Hotelier
- Siegfried Loraine Sassoon (1886–1967)
- Philip Albert Gustave David Sassoon (1888–1939), Trent Park
- Sybil Sassoon, Marchioness of Cholmondeley (1894–1989)
- David Sassoon (1910–1991)
- Agnes Sassoon (1933–2020), britische Modejournalistin und Autorin
- Andre Gabriel Sassoon (* 1936), Wirtschaftsanwalt
- James Meyer Sassoon, Baron Sassoon (* 1955), Handelssekretär im britischen Finanzministerium

Der Friseur Vidal Sassoon gehört nicht zu dieser Familie. Es ist nicht bekannt, ob die Musikerin Julie Sassoon (* 1966) zu ihr gehört.